# Арсамерзуев, Хамзат Тимурович
Хамзат Тимурович Арсамерзуев (фр. Khamzat Arsamerzouev; род. 6 декабря 2002, Чечня) — французский борец вольного стиля, серебряный призёр чемпионата Европы 2025 года, чемпион Франции.

## Спортивная карьера
В середине мая 2022 года в городе Безансон выиграл чемпионат Франции. В том же 2022 году Хамзат Арсамерзуев сначала завоевал серебро первенства Европы U20 в Болгарии, затем серебро Первенства мира U20 в Риме, а также бронзу первенства мира U20 в Софии, но неудачно выступил на Первенстве мира среди молодёжи U23, где остался без медали. В марте 2023 года в Бухаресте на Первенстве Европы среди молодёжи до 23 лет стал победителем, в финале турнира он должен был встретиться с Рашидом Бабазаде из Азербайджана, однако, его соперник не вышел на схватку из-за травмы. 17 февраля 2024 года на чемпионате Европы в Бухаресте, в схватке за 3 место уступил Али Рагимзаде из Азербайджана, заняв итоговое 5 место.
В апреле 2025 года на чемпионате Европы в Братиславе в весовой категории до 65 кг завоевал серебряную медаль. В финальной схватке уступил сопернику из России Ибрагиму Ибрагимову.

## Личная жизнь
Уроженец Чечни. По национальности — чеченец.

## Спортивные результаты
- Чемпионат Европы по борьбе среди юниоров (Дортмунд, 2021) — 5
- Чемпионат Европы по борьбе среди спортсменов до 23 лет (Пловдив 2022) —
- Чемпионат Франции по вольной борьбе 2022 — ;
- Чемпионат Европы по борьбе среди юниоров (Рим, 2022) —
- Первенство мира среди юниоров U20 2022 — ;
- Чемпионат мира по борьбе (Белград, 2022) — 7
- Чемпионат Европы по борьбе среди спортсменов до 23 лет (Бухарест, 2023) — ;
- Чемпионат Европы по борьбе (Загреб, 2023) — 8
- Чемпионат мира по борьбе (Белград, 2023) — 32
- Чемпионат мира по борьбе среди спортсменов до 23 лет (Тирана, 2023) — 19
- Чемпионат Европы по борьбе (Бухарест, 2024) — 5;
- Европейский квалификационный турнир по борьбе (Баку, 2024) — 11
- Мировой квалификационный турнир по борьбе (Стамбул, 2024) — 12
- Чемпионат Европы по борьбе среди спортсменов до 23 лет (Баку, 2024) — ;
- Чемпионат Европы по борьбе (Братислава, 2025) — ;